# Brugmansia aurea

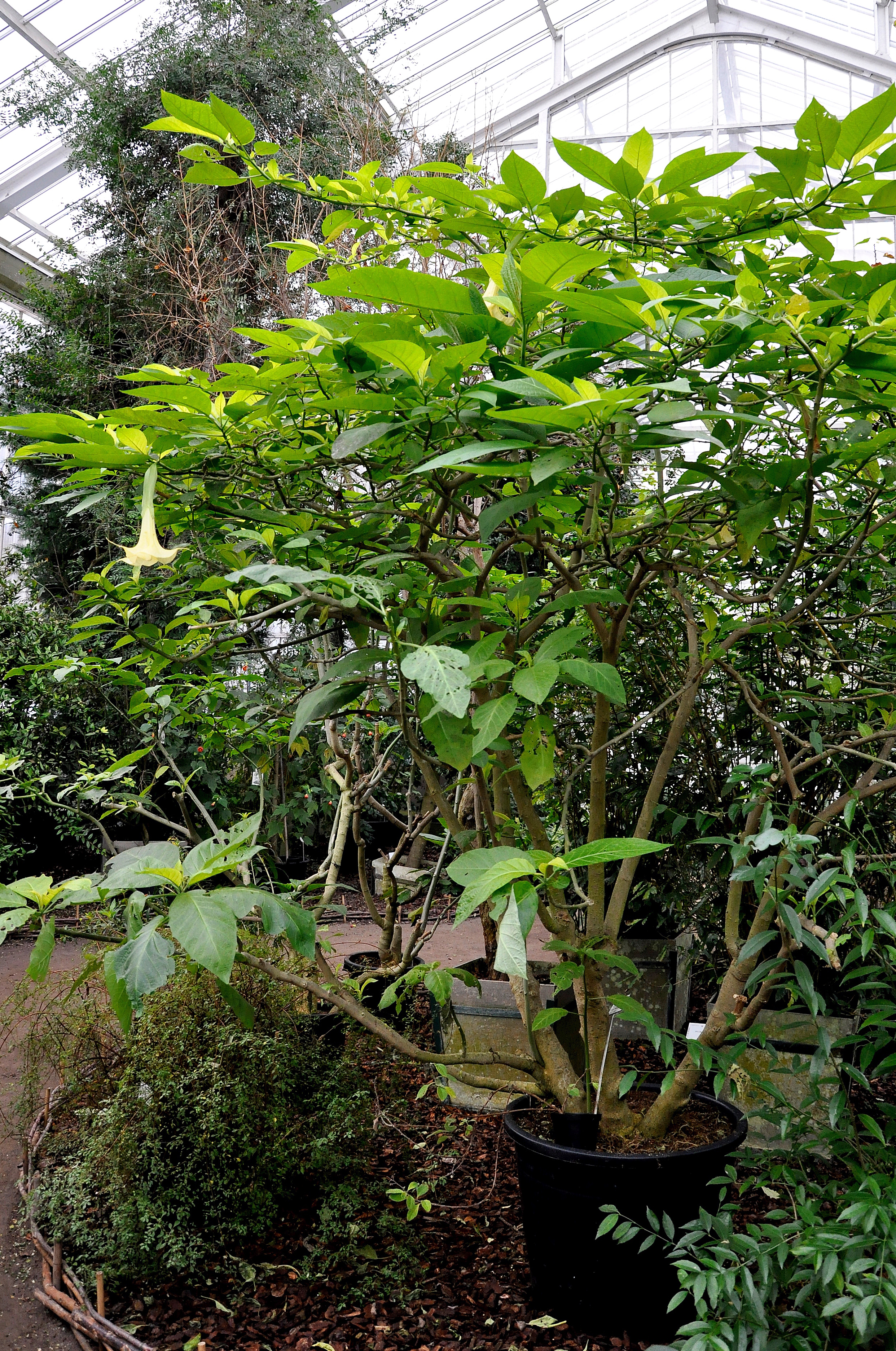
Brugmansia aurea (hábito).

Brugmansia aurea, a trombeta dourada do anjo, é uma espécie de planta da família Solanaceae. É endémica do Equador. Desde março de 2014, foi considerada extinta na natureza pela IUCN mas antes disso, ela foi listada como Vulnerável.

## Sinónimos
- Brugmansia affinis
- Datura aurea
- Datura affinis

## Toxicidade
Todas as partes da planta são venenosas.